# Distrito de Quimper
El distrito de Quimper es un distrito (en francés arrondissement) de Francia, que se localiza en el departamento de Finisterre (en francés Finistère), de la región de Bretaña. Cuenta con 17 cantones y 82 comunas.

## División territorial

### Cantones
Los cantones del distrito de Quimper son:
1. Cantón de Arzano
2. Cantón de Bannalec
3. Cantón de Briec
4. Cantón de Concarneau
5. Cantón de Douarnenez
6. Cantón de Fouesnant
7. Cantón de Guilvinec
8. Cantón de Plogastel-Saint-Germain
9. Cantón de Pont-Aven
10. Cantón de Pont-Croix
11. Cantón de Pont-l'Abbé
12. Cantón de Quimper-1
13. Cantón de Quimper-2
14. Cantón de Quimper-3
15. Cantón de Quimperlé
16. Cantón de Rosporden
17. Cantón de Scaër

### Comunas
| 1. Arzano (29002)            | 2. Audierne (29003)          | 3. Bannalec (29004)              | 4. Baye (29005)                     |
| 5. Beuzec-Cap-Sizun (29008)  | 6. Briec (29020)             | 7. Bénodet (29006)               | 8. Clohars-Carnoët (29031)          |
| 9. Clohars-Fouesnant (29032) | 10. Cléden-Cap-Sizun (29028) | 11. Combrit (29037)              | 12. Concarneau (29039)              |
| 13. Confort-Meilars (29145)  | 14. Douarnenez (29046)       | 15. Edern (29048)                | 16. Elliant (29049)                 |
| 17. Ergué-Gabéric (29051)    | 18. Esquibien (29052)        | 19. La Forêt-Fouesnant (29057)   | 20. Fouesnant (29058)               |
| 21. Gouesnach (29060)        | 22. Goulien (29063)          | 23. Gourlizon (29065)            | 24. Guengat (29066)                 |
| 25. Guiler-sur-Goyen (29070) | 26. Guilligomarc'h (29071)   | 27. Guilvinec (29072)            | 28. Le Juch (29087)                 |
| 29. Landrévarzec (29106)     | 30. Landudal (29107)         | 31. Landudec (29108)             | 32. Langolen (29110)                |
| 33. Loctudy (29135)          | 34. Locunolé (29136)         | 35. Mahalon (29143)              | 36. Melgven (29146)                 |
| 37. Mellac (29147)           | 38. Moëlan-sur-Mer (29150)   | 39. Névez (29153)                | 40. Penmarch (29158)                |
| 41. Peumerit (29159)         | 42. Pleuven (29161)          | 43. Plobannalec-Lesconil (29165) | 44. Plogastel-Saint-Germain (29167) |
| 45. Plogoff (29168)          | 46. Plogonnec (29169)        | 47. Plomelin (29170)             | 48. Plomeur (29171)                 |
| 49. Plonéis (29173)          | 50. Plonéour-Lanvern (29174) | 51. Plouhinec (29197)            | 52. Plovan (29214)                  |
| 53. Plozévet (29215)         | 54. Pluguffan (29216)        | 55. Pont-Aven (29217)            | 56. Pont-Croix (29218)              |
| 57. Pont-l'Abbé (29220)      | 58. Pouldergat (29224)       | 59. Pouldreuzic (29225)          | 60. Poullan-sur-Mer (29226)         |
| 61. Primelin (29228)         | 62. Querrien (29230)         | 63. Quimper (29232)              | 64. Quimperlé (29233)               |
| 65. Riec-sur-Belon (29236)   | 66. Rosporden (29241)        | 67. Rédené (29234)               | 68. Saint-Jean-Trolimon (29252)     |
| 69. Saint-Thurien (29269)    | 70. Saint-Yvy (29272)        | 71. Saint-Évarzec (29247)        | 72. Scaër (29274)                   |
| 73. Tourch (29281)           | 74. Treffiagat (29284)       | 75. Tréguennec (29292)           | 76. Trégunc (29293)                 |
| 77. Tréméoc (29296)          | 78. Tréméven (29297)         | 79. Tréogat (29298)              | 80. Le Trévoux (29300)              |
| 81. Île-Tudy (29085)         | 82. Île-de-Sein (29083)      |                                  |                                     |